# Streethockey-Weltmeisterschaft der Herren 2015
Die 11. ISBHF Streethockey-Weltmeisterschaften fanden vom 19. bis 28. Juni 2015 in der Schweiz statt. Austragungsort war Zug, die Spiele fanden in der Bossard Arena statt, wo sonst der Eishockeyverein EV Zug spielt.
Weltmeister im Streethockey wurde die titelverteidigende slowakische Mannschaft, die im Finale Vereinigte Staaten mit 4:3 besiegte. Im Spiel um die Bronzemedaille gewann Tschechien gegen Griechenland mit 6:1.

## Gruppeneinteilung
| Gruppe 1 | Gruppe 2     |
| Slowakei | Tschechien   |
| Portugal | Kanada       |
| USA      | Schweiz      |
| Pakistan | Griechenland |
| Finnland | Bermuda      |

## Modus
Der genaue Modus der WM wird noch bekannt gegeben.

## Turnierverlauf

### Vorrunde
Die Vorrunde der Weltmeisterschaft startete am 19. Juni, beendet wurde die Vorrunde am 24. Juni.

#### Division A

##### Gruppe 1
| 20. Juni 2015 09:00 Uhr (Ortszeit) | Pakistan 36. Usama Mahmood 3:1 | 1:6 (0:2, 0:0, 1:4) Spielbericht | Portugal 5. Justin Cabral 0:1 13. Matthew David 0:2 33. Matthew David 0:3 39. Brian Carvalho 1:4 40. Matthew Leal 1:5 44. Dustin MacBeth 1:6 | Bossard Arena, Zug Zuschauer: 101 |

| 20. Juni 2015 19:00 Uhr | USA 3. Denny Schlegel 1:0 28. Jonathan Ruiz 2:1 36. Denny Schlegel 3:3 42. Michael Colcord 4:3 | 4:3 (1:1, 1:0, 2:2) Spielbericht | Slowakei 7. Roman Bujdak 1:1 32. Jaroslav Martinusik 2:2 33. Libor Teplicky 2:3 | Bossard Arena, Zug Zuschauer: 1981 |

| 21. Juni 2015 11:30 Uhr | USA 1. Christopher Liebers 1:0 2. Chris Haynes 2:0 11. Denny Schlegel 3:1 16. Jess Hackett 4:2 20. Bill Sullivan 5:2 23. Bobby Housser 6:2 37. Tyler Caba 7:3 40. Andrew Hildreth 8:3 43. Denny Schlegel 9:3 45. Chris Haynes 10:3 45. John Petito 11:3 | 11:3 (3:2, 3:0, 5:1) Spielbericht | Pakistan 10. Osman Buttar 2:1 13. Zakir Nurmohamed 3:2 33. Munavar Hamdani 6:3 | Bossard Arena, Zug Zuschauer: 621 |

| 21. Juni 2015 19:00 Uhr | Portugal 14. Ricardo Pires 1:0 19. Matthew David 2:0 43. Christopher Creador 3:0 45. Christopher Creador 4:0 | 4:0 (1:0, 1:0, 2:0) Spielbericht | Finnland | Bossard Arena, Zug Zuschauer: 493 |

| 22. Juni 2015 15:00 Uhr | Finnland 29. Filip Titka 1:0 | 1:1 (0:0, 1:0, 0:1) Spielbericht | Slowakei 39. Juuso Nieminem 1:1 | Bossard Arena, Zug Zuschauer: 227 |

| 22. Juni 2015 20:00 Uhr | Portugal 28. Matthew David 1:0 | 1:2 (0:0, 1:0, 0:2) Spielbericht | USA 36. Jonathan Ruiz 1:1 39. Bobby Housser 1:2 | Bossard Arena, Zug Zuschauer: 657 |

| 23. Juni 2015 10:00 Uhr | Slowakei 4. Jozef Minárik 1:0 21. Pavol Blahut 2:1 14. Boris Oravec 3:2 | 3:3 (1:0, 1:2, 1:1) Spielbericht | Pakistan 14. Usama Mahmood 1:1 14. Randzod Schanga 2:2 14. Munavar Hamdani 3:3 | Bossard Arena, Zug Zuschauer: 123 |

| 23. Juni 2015 20:00 Uhr | Finnland | 0:2 (1:0, 1:0, 0:0) Spielbericht | USA 8. Dave Molitierno 0:1 23. Bobby Housser 0:2 | Bossard Arena, Zug Zuschauer: 586 |

| 24. Juni 2015 10:45 Uhr | Pakistan 17. Omar Raschid 1:0 | 1:2 (0:0, 1:1, 0:1) Spielbericht | Finnland 24. Paulus Kariniemi 1:1 39. Juuso Nieminem 1:2 | Bossard Arena, Zug Zuschauer: 133 |

| 24. Juni 2015 17:45 Uhr | Slowakei 5. Jaroslav Martinusík 1:0 13. Marek Slovák 2:1 29. Michal Hrivnák 3:1 41. Milan Rampáček 4:1 | 4:2 (2:1, 1:0, 1:1) Spielbericht | Portugal 12. Matthew David 1:1 44. Christopher Creador 4:2 | Bossard Arena, Zug Zuschauer: 312 |

| Pl. |                    | Sp | S | U | N | Tore  | Punkte |
| --- | ------------------ | -- | - | - | - | ----- | ------ |
| 1.  | Vereinigte Staaten | 4  | 4 | 0 | 0 | 19:7  | 8      |
| 2.  | Slowakei           | 4  | 1 | 2 | 1 | 11:10 | 4      |
| 3.  | Portugal           | 4  | 2 | 0 | 2 | 13:7  | 4      |
| 4.  | Finnland           | 4  | 1 | 1 | 2 | 3:8   | 3      |
| 5.  | Pakistan           | 4  | 0 | 1 | 3 | 8:22  | 1      |

Abkürzungen: Pl. = Platz, Sp = Spiele, S = Siege, U = Unentschieden, N = Niederlagen

Erläuterungen: Viertelfinalqualifikant, 1/8-Final gegen B-Pool-Sieger, Platzierungsrunde 9.–12. Platz

##### Gruppe 2
| 19. Juni 2015 19:30 Uhr (Ortszeit) | Schweiz 43. Lars Henzi 1:0 | 1:0 (0:0, 0:0, 1:0) Spielbericht | Bermuda | Bossard Arena, Zug Zuschauer: 4316 |

| 20. Juni 2015 16:30 Uhr | Tschechien 12. Jan Příhoda 1:0 15. Martin Kruček 2:0 30. Martin Kruček 4:1 | 4:1 (2:0, 2:1, 0:0) Spielbericht | Griechenland 23. Joshua Barbas 3:1 | Bossard Arena, Zug Zuschauer: 682 |

| 21. Juni 2015 14:00 Uhr | Schweiz 30. Yannick Sterchi 1:5 34. Marc Müller 2:5 | 2:7 (0:3, 1:2, 1:2) Spielbericht | Kanada 2. Kevin Kuczmarski 0:1 3. Jonathan Daoust 0:2 7. Kevin Kuczmarski 0:3 17. Kevin Kuczmarski 0:4 22. Jonathan Daoust 0:5 34. Frank Giustini 2:6 44. Stephen d'Abadie 2:7 | Bossard Arena, Zug Zuschauer: 5811 |

| 21. Juni 2015 16:30 Uhr | Griechenland 6. Nicholas Pitsikoulis 1:0 7. Joseph Barbas 2:0 8. Marios Argiris 3:0 10. Joshua Barbas 4:0 13. Joshua Barbas 5:0 21. Peter Arkalis 6:0 27. Panagiotis Karvouniaris 7:0 35. Stefanos Govas 8:0 39. Adam Romano 9:0 41. Panagiotis Karvouniaris 10:0 | 10:0 (5:0, 2:0, 3:0) Spielbericht | Bermuda | Bossard Arena, Zug Zuschauer: 427 |

| 22. Juni 2015 12:30 Uhr | Bermuda 14. Troy Dort 1:3 | 1:15 (1:3, 0:8, 0:4) Spielbericht | Kanada 1. Jonathan Daoust 0:1 3. Matthew Tremblett 0:2 7. Dustin Kelly 0:3 16. Kevin Kuczmarski 1:4 17. Frank Giustini 1:5 18. Simon Ghilarducci 1:6 20. Jeremie Paradis 1:7 22. Nelson Vargas-Dias 1:8 24. Frank Giustini 1:9 28. Dustin Kelly 1:10 28. Dominic Morency 1:11 31. Dominic Morency 1:12 36. Stephen d'Abadie 1:13 43. Victor Azevedo 1:14 44. Dustin Kelly 1:15 | Bossard Arena, Zug Zuschauer: 103 |

| 22. Juni 2015 17:30 Uhr | Tschechien | 3:2 (2:1, 0:1, 1:0) Spielbericht | Schweiz | Bossard Arena, Zug Zuschauer: 2737 |

| 23. Juni 2015 15:00 Uhr | Bermuda | 2:15 (0:2, 1:7, 1:6) Spielbericht | Tschechien | Bossard Arena, Zug Zuschauer: 312 |

| 23. Juni 2015 17:30 Uhr | Kanada | 3:4 (0:0, 2:3, 1:1) Spielbericht | Griechenland | Bossard Arena, Zug Zuschauer: 641 |

| 24. Juni 2015 15:30 Uhr | Griechenland | 4:4 (0:2, 1:1, 3:1) Spielbericht | Schweiz | Bossard Arena, Zug Zuschauer: 3109 |

| 24. Juni 2015 20:00 Uhr | Kanada | 0:0 (0:0, 0:0, 0:0) Spielbericht | Tschechien | Bossard Arena, Zug Zuschauer: 1823 |

| Pl. |              | Sp | S | U | N | Tore  | Punkte |
| --- | ------------ | -- | - | - | - | ----- | ------ |
| 1.  | Tschechien   | 4  | 3 | 1 | 0 | 22:5  | 7      |
| 2.  | Griechenland | 4  | 2 | 1 | 1 | 19:11 | 5      |
| 3.  | Kanada       | 4  | 2 | 1 | 1 | 25:7  | 5      |
| 4.  | Schweiz      | 4  | 1 | 1 | 2 | 9:14  | 3      |
| 5.  | Bermuda      | 4  | 0 | 0 | 4 | 3:41  | 0      |

Abkürzungen: Pl. = Platz, Sp = Spiele, S = Siege, U = Unentschieden, N = Niederlagen

Erläuterungen: Viertelfinalqualifikant, 1/8-Final gegen B-Pool-Sieger, Platzierungsrunde 9.–12. Platz

#### Division B

##### Gruppe 3
| 20. Juni 2015 14:00 Uhr | Cayman Islands | 3:1 (0:0, 1:0, 2:1) Spielbericht | Frankreich | Eishalle Zug, Zug, Zug Zuschauer: 57 |

| 20. Juni 2015 16:30 Uhr | Indien | 7:1 (4:1, 2:0, 1:0) Spielbericht | Großbritannien | Bossard Arena, Zug Zuschauer: 124 |

| 21. Juni 2015 09:00 Uhr | Frankreich | 0:9 (0:1, 0:5, 0:3) Spielbericht | Indien | Eishalle Zug, Zug, Zug Zuschauer: 176 |

| 21. Juni 2015 13:00 Uhr | Cayman Islands | 3:3 (0:2, 1:0, 2:1) Spielbericht | Großbritannien | Eishalle Zug, Zug, Zug Zuschauer: 102 |

| 24. Juni 2015 08:30 Uhr | Indien | 8:0 (3:0, 4:0, 1:0) Spielbericht | Cayman Islands | Bossard Arena, Zug, Zug Zuschauer: 247 |

| 24. Juni 2015 15:30 Uhr | Großbritannien | 3:5 (2:1, 1:2, 0:2) Spielbericht | Frankreich | Eishalle Zug, Zug, Zug Zuschauer: 125 |

| Pl. |                        | Sp | S | U | N | Tore | Punkte |
| --- | ---------------------- | -- | - | - | - | ---- | ------ |
| 1.  | Indien                 | 3  | 3 | 0 | 0 | 24:1 | 6      |
| 2.  | Cayman Islands         | 3  | 1 | 1 | 1 | 6:12 | 3      |
| 3.  | Vereinigtes Königreich | 3  | 1 | 0 | 2 | 6:15 | 2      |
| 4.  | Frankreich             | 3  | 0 | 1 | 2 | 7:15 | 1      |

##### Gruppe 4
| 20. Juni 2015 11:30 Uhr | Italien | 4:1 (2:0, 2:0, 0:1) Spielbericht | Haiti | Bossard Arena, Zug, Zug Zuschauer: 481 |

| 20. Juni 2015 14:00 Uhr | Armenien | 0:0 (0:0, 0:0, 0:0) Spielbericht | Hongkong | Eishalle Zug, Zug, Zug Zuschauer: 513 |

| 21. Juni 2015 15:30 Uhr | Hongkong | 2:5 (1:1, 0:3, 1:1) Spielbericht | Italien | Eishalle Zug, Zug, Zug Zuschauer: 286 |

| 21. Juni 2015 18:00 Uhr | Haiti | 6:0 (2:0, 1:0, 3:0) Spielbericht | Armenien | Eishalle Zug, Zug, Zug Zuschauer: 210 |

| 24. Juni 2015 08:30 Uhr | Hongkong | 2:2 (0:0, 0:2, 2:0) Spielbericht | Haiti | Eishalle Zug, Zug, Zug Zuschauer: 111 |

| 24. Juni 2015 15:30 Uhr | Italien | 2:0 (0:0, 1:0, 1:0) Spielbericht | Armenien | Eishalle Zug, Zug, Zug Zuschauer: 89 |

| Pl. |          | Sp | S | U | N | Tore | Punkte |
| --- | -------- | -- | - | - | - | ---- | ------ |
| 1.  | Italien  | 3  | 3 | 0 | 0 | 11:3 | 6      |
| 2.  | Haiti    | 3  | 1 | 1 | 1 | 9:6  | 3      |
| 3.  | Hongkong | 3  | 0 | 2 | 1 | 4:7  | 2      |
| 4.  | Armenien | 3  | 0 | 1 | 2 | 0:8  | 1      |

Abkürzungen: Pl. = Platz, Sp = Spiele, S = Siege, U = Unentschieden, N = Niederlagen

Erläuterungen: 1/8-Final gegen B-Pool-Sieger

### Platzierungsspiele 5 – 8
| 27. Juni 2015 14:45 Uhr (Ortszeit) | Schweiz | 6:2 (4:0, 1:1, 1:1) Spielbericht | Portugal | Bossard Arena, Zug Zuschauer: 1995 |

| 27. Juni 2015 15:30 Uhr | Kanada | 8:2 (4:0, 2:2, 2:0) Spielbericht | Finnland | Eishalle Zug, Zug Zuschauer: 351 |

### Spiel um Platz 7
| 28. Juni 2015 10:15 Uhr (Ortszeit) | Portugal | 3:2 (1:0, 0:2, 1:0, 0:0, 2:1) Spielbericht | Finnland | Eishalle Zug, Zug Zuschauer: 79 |

### Spiel um Platz 5
| 28. Juni 2015 10:15 Uhr (Ortszeit) | Kanada | 6:5 (0:1, 4:1, 1:3, 1:0) Spielbericht | Schweiz | Eishalle Zug, Zug Zuschauer: 3143 |

### Finalrunde
|  | Viertelfinale | Viertelfinale | Viertelfinale |  |  | Halbfinale | Halbfinale   | Halbfinale |  |  | Finale           | Finale           | Finale           |
|  |               |               |               |  |  |            |              |            |  |  |                  |                  |                  |
|  | A1            | USA           | 7             |  |  |            |              |            |  |  |                  |                  |                  |
|  | QL            | Schweiz       | 1             |  |  |            |              |            |  |  |                  |                  |                  |
|  |               |               |               |  |  |            | USA          | 6          |  |  |                  |                  |                  |
|  |               |               |               |  |  |            | Griechenland | 1          |  |  |                  |                  |                  |
|  | B2            | Griechenland  | 5             |  |  |            |              |            |  |  |                  |                  |                  |
|  | A3            | Portugal      | 2             |  |  |            |              |            |  |  |                  |                  |                  |
|  |               |               |               |  |  |            |              |            |  |  |                  | USA              | 3                |
|  |               |               |               |  |  |            |              |            |  |  |                  | Slowakei         | 4                |
|  | B1            | Tschechien    | 9             |  |  |            |              |            |  |  |                  |                  |                  |
|  | QL            | Finnland      | 0             |  |  |            |              |            |  |  |                  |                  |                  |
|  |               |               |               |  |  |            | Tschechien   | 1          |  |  |                  |                  |                  |
|  |               |               |               |  |  |            | Slowakei     | 3          |  |  | Spiel um Platz 3 | Spiel um Platz 3 | Spiel um Platz 3 |
|  | A2            | Slowakei      | 5             |  |  |            |              |            |  |  |                  | Tschechien       | 6                |
|  | B3            | Kanada        | 4             |  |  |            |              |            |  |  |                  | Griechenland     | 1                |

#### Achtelfinale
| 25. Juni 2015 17:45 Uhr (Ortszeit) | Finnland | 2:1 (0:1, 0:0, 1:0, 0:0, 2:1) Spielbericht | Indien | Bossard Arena, Zug Zuschauer: 579 |

| 25. Juni 2015 20:00 Uhr | Schweiz | 4:1 (1:1, 1:0, 2:0) Spielbericht | Italien | Bossard Arena, Zug Zuschauer: 3627 |

#### Viertelfinale
| 26. Juni 2015 13:00 Uhr (Ortszeit) | Griechenland | 5:2 (1:0, 1:1, 3:1) Spielbericht | Portugal | Bossard Arena, Zug Zuschauer: 326 |

| 26. Juni 2015 15:30 Uhr | USA | 7:1 (1:0, 2:1, 4:0) Spielbericht | Schweiz | Bossard Arena, Zug Zuschauer: 2455 |

| 26. Juni 2015 17:45 Uhr | Tschechien | 9:0 (2:0, 2:0, 5:0) Spielbericht | Finnland | Bossard Arena, Zug Zuschauer: 587 |

| 26. Juni 2015 20:00 Uhr | Slowakei | 5:4 (1:0, 3:1, 0:3, 1:0) Spielbericht | Kanada | Bossard Arena, Zug Zuschauer: 4174 |

#### Halbfinale
| 27. Juni 2015 17:45 Uhr | USA | 6:1 (1:0, 4:1, 1:0) Spielbericht | Griechenland | Bossard Arena, Zug Zuschauer: 1236 |

| 27. Juni 2015 20:00 Uhr | Slowakei | 3:1 (0:0, 1:0, 2:1) Spielbericht | Tschechien | Bossard Arena, Zug Zuschauer: 1834 |

#### Spiel um Platz 3
| 28. Juni 2015 12:30 Uhr | Tschechien | 6:1 (3:0, 0:0, 3:1) Spielbericht | Griechenland | Bossard Arena, Zug |

#### Finale
| 28. Juni 2015 17:15 Uhr | Slowakei | 4:3 (1:3, 1:0, 1:0, 1:0) Spielbericht | USA | Bossard Arena, Zug Zuschauer: 4741 |

## Abschlussplatzierungen
| 1    | Slowakei               | Stanislav Petrík, Lubor Komenda Pavol Blahut, Dušan Danko, Jozef Minarik, Jan Rimsky, Boris Oravec, Michal Hrivnák, Peter Doskočil, Ivan Kačer, Filip Titka, Roman Bujdak, Lukáš Maděra, Libor Teplicky, Patrick Sandell, Stefan Åkerlind, Hans Åström, Marek Slovák, Martin Kollar, Robert Mikeska, Milan Ladiver, Milan Beniač, Milan Rampaček, Dominik Frkaň, Ivan Škultety, Jaroslav Martinusik, Michal Ecker, Cheftrainer Jozef Ďuris               |
| 2 0  | Vereinigte Staaten     | Jason Rocha, Jonathan Rethage, Erb Bryce, Andrew Pruitt, Rick Zimmick, Dave Molitierno, Michael Colcord, Andrew Hildreth, Christopher Liebers, Jess Hackett, Matt Caron, Jim Daugherty, Joe Trapani, Matt Esposito, Bill Sullivan, Tyler Caba, Jonathan Ruiz, John Petito, Jarrod Herschk, Korey Wilson, Steve Gregory, Denny Schlegel, Chris Haynes, Jess Hackett, Bobby Housser, Joshua Merchant, Cheftrainer Cory Herschk                             |
| 3 0  | Tschechien             | Jan Jirotka, Jan Šimara, Petr Kráčina, Tomáš Kudela, Miroslav Růžička, Jan Pospíšil, Radek Soukup, Jiří Benedikt, Jan Příhoda, Michal Slanec, Roman Krejčí, Tomáš Wróbel, Radim Štěpáník, Martin Špaček, Milan Schnaubelt, Jan Bacovský, Lukáš Hudeček, Jan Střecha, Daniel Hnízdil, Martin Kruček, Ondřej Lux, Jan Bílý, Michal Průcha, Cheftrainer Drahomír Kadlec                                                                                     |
| 4 0  | Griechenland           | Ioannis Vrettis, Fotios Moshonas, Joseph Barbas, John Adamou, Chris Manos, Paul Barbas, Nick Tzaferis, Daniel Novis, Jan Příhoda, Nicholas Rompotinos, Michael Hionis, George Nistas, Marios Argiris, Peter Arkalis, Anastasios Bozinakis, Nicholas Pitsikoulis, Stefanos Govas, Steve Alvo, Adam Romano, Michael Barbas, Emmanuel Arkalis, Jessie Barbas, Panagiotis Giannoumis, Joshua Barbas, Panagiotis Karvouniaris, Cheftrainer George Vouloumanos |
| 5 0  | Kanada                 | Anthony Flores, Samuel Beauchamp, Victor Azevedo, James Pasternak, Jeremie Brunet, Martin Corbeil, Calin Wild, Carl Ghilarducci, Paul Roy, Matteo Stoico, Nelson Vargas-Dias, Stephen d'Abadie, Simon Ghilarducci, Jeremie Paradis, Yannick Labonte, Matthew Tremblett, Kevin Kuczmarski, Jordan Escott, Mathieu Duguay, Dustin Kelly, Frank Giustini, Dominic Morency, Martin Frechette, Jonathan Daoust, Cheftrainer Mathieu Lebrun                    |
| 6 0  | Schweiz                | Pascal Melliger, Sven Hofmann, Jérome Weber, Alexandre Mermoud, Thomas Bossard, Mathias Beierdörfer, Stefan Rindlisbacher, Tim Müller, Marc Aegerter, Lukas Stäheli, Sandro Heynen, Nicola Fuchs, Alessio Faina, Patrik Lüthi, Mauro Kiener, Marc Müller, Ismael Mètroz, Yannick Sterchi, Lars Henzi, Yves Stucki, Kris Röthlisberger, Mathieu Schildknecht, Raphael Melliger, Patrik Merz, Patrik Döbeli, Cheftrainer Tibor Kapánek                     |
| 7 0  | Portugal               | |
| 8 0  | Finnland               | |
| 9 0  | Indien                 | |
| 10 0 | Italien                | |
| 11 0 | Bermuda                | |
| 12 0 | Pakistan               | |
| 13 0 | Haiti                  | |
| 14 0 | Cayman Islands         | |
| 15 0 | Vereinigtes Königreich | |
| 16 0 | Frankreich             | |
| 17 0 | Hongkong               | |
| 18 0 | Armenien               | |